# Urga (musikgrupp)
Urga var en musikgrupp bildad 1996. Bandet, som gjorde musik med musikaliska influenser från hela världen, släppte tre fullängdsalbum under det svenska bolaget Silence Records. Utmärkande för gruppens produktioner är att de på första albumet använde sig av ett påhittat språk kallat urganska. De har även medverkat i Cirkus Cirkörs föreställningar. Irya Gmeyner var bandets frontfigur.

## Diskografi

### Album
- Ur Kaos Föds Allting (1997)
- Etanol (1998)
- Urgasm (2000)

### Singlar
- Loco